# Маклабас
„Маклабас“ (на македонска литературна норма: „Маклабас“) е експериментален филм от Република Македония от 1998 година на режисьора Ацо Станковски по сценарий на Илия Даскалов, Мирче Доневски, Митко Панов.